# Ringfundament

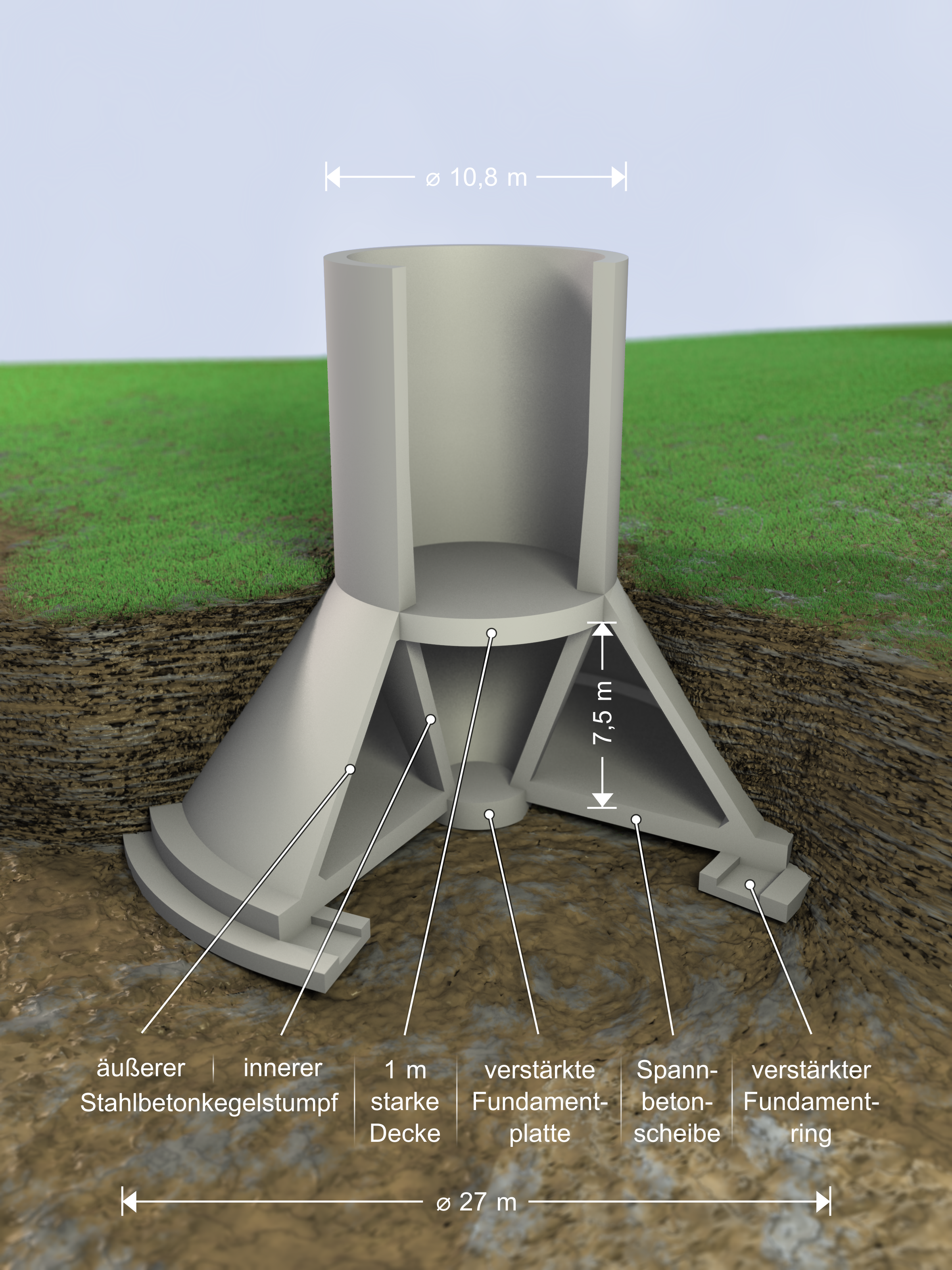
Fundamentfuß des Stuttgarter Fernsehturms mit verstärktem Kreisring

Als Ringfundament bezeichnet man ein ringförmiges Fundament eines Bauwerks. Die Gründungsart wird insbesondere bei Turmbauwerken von über 100 Metern Höhe angewendet.
Die Lasten von sehr hohen Turmbauwerken mit zylindrischem Turmschaft können entweder über kreisförmigen Fundamentplatten oder einen Kreisring auf den Baugrund übertragen werden. Wegen der großen Kernweite, also dem Abstand der Resultierenden vom Schwerpunkt der Sohlfläche, bei dem die Grenze des gedrückten Sohlflächenbereiches den Schwerpunkt erreicht, ist beim Kreisring das Verhältnis zwischen ungleichmäßigen Bodenpressungen infolge der Windlasten und den ständigen gleichmäßigen Bodenpressungen infolge des Eigengewichts deutlicher geringer als bei entsprechenden Kreisplatten. Neben bodentechnischen Kennwerten und Grundwasserverhältnissen können auch funktionale Rahmenbedingungen ein Ringfundament bedingen. Besonders bei Fernseh- oder Fernmeldetürmen gelten verschärfte Kriterien in Bezug auf die ungleichmäßige Setzung und die Steifigkeit des Bauwerks bei Stürmen als bei reinen Aussichtstürmen.
In der Regel ist der Schaftdurchmesser am Fuß des Bauwerkes deutlich geringer als der des Ringfundaments, so dass zwischen beiden ein entsprechendes Übertragungswerk notwendig wird. Entweder verwendet man eine kontinuierliche ausweitende Schaftkonstruktion (zum Beispiel beim Sender Donnersberg oder dem Fernsehturm Ostankino) oder verschieden steile Kegelstumpfkonstruktionen. Bei schlechter Beschaffenheit des Untergrundes wird das Ringfundament auf Gründungspfähle gesetzt.